# Palaeomolis
Palaeomolis is een geslacht van vlinders van de familie spinneruilen (Erebidae), uit de onderfamilie Arctiinae.

## Soorten
- P. garleppi Rothschild, 1910
- P. hampsoni Rothschild, 1910
- P. lemairei de Toulgoët, 1984
- P. metacauta Dognin, 1910
- P. metarhoda Dognin, 1910
- P. palmeri Rothschild, 1910
- P. purpurascens Hampson, 1909
- P. rothschildi Dognin, 1911
- P. rubescens de Toulgoët, 1983